# Maurice Chevit
Maurice Chevit (* 31. Oktober 1923 in Paris; † 2. Juli 2012 in Saint Maurice, Val-de-Marne, Frankreich) war ein französischer Schauspieler.

## Leben
Sein Schauspieldebüt gab Maurice Chevit kurz nach dem Zweiten Weltkrieg. Kurze Zeit später gab er in dem 1946 veröffentlichten und von René Clément inszenierten Kriegsdrama Le père tranquille an der Seite von Noël-Noël und Paul Frankeur in einer kleinen Rolle auch sein Leinwanddebüt. Anschließend arbeitete er parallel sowohl am Theater, darunter am Théâtre de la Huchette und am Théâtre de la Ville, als auch beim Film.
Am 2. Juli 2012 verstarb Chevit im Alter von 88 Jahren.

## Filmografie (Auswahl)
- 1946: Le père tranquille
- 1947: Arche Noe (L’arche de Noé)
- 1947: Hier irrte die Justiz (Contre-enquête)
- 1949: Zwischen 11 und Mitternacht (Entre onze heures et minuit)
- 1951: Die Karriere der Doris Hart (La belle que voilà)
- 1951: Unter dem Himmel von Paris (Sous le ciel de Paris)
- 1954: Heiße Lippen – kalter Stahl (Votre dévoué Blake)
- 1958: Der unfreiwillige Raketenflieger (À pied, à cheval et en spoutnik!)
- 1961: Galante Liebesgeschichten (Amours célèbres)
- 1963: Am Ende aller Wege (Le glaive et la balance)
- 1965: Mord im Fahrpreis inbegriffen (Compartiment tueurs)
- 1967: Asterix der Gallier (Astérix le Gaulois)
- 1973: Auch die Engel essen Linsen (La belle affaire)
- 1978: Molière
- 1978: Zucker, Zucker! (Le sucre)
- 1979: Der Baron von Münchhausen (Les fabuleuses aventures du légendaire baron de Münchhausen)
- 1979: Wirbelstürme des Lebens (Le coup de sirocco)
- 1985: Eine Ehe in Briefen (Leave All Fair)
- 1987: Brennender Sommer (De guerre lasse)
- 1987: Wer hat dem Rabbi den Koks geklaut? (Lévy et Goliath)
- 1988: Die Komödie der Arbeit (La comédie du travail)
- 1990: Der Mann der Friseuse (Le mari de la coiffeuse)
- 1990: Ich bin dir verfallen (Je t’ai dans la peau)
- 1995: Lebenslänglich (Machinations)
- 1996: Ridicule – Von der Lächerlichkeit des Scheins (Ridicule)
- 1997: Die Schwächen der Frauen (Elles)
- 1999: Die Babels retten die Welt (Babel)
- 1999: Späte Reise (Voyages)
- 2000: Die Witwe von Saint-Pierre (La veuve de Saint-Pierre)
- 2002: Das zweite Leben des Monsieur Manesquier (L’homme du train)
- 2004: Der Hals der Giraffe (Le cou de la girafe)